# Václav Radimský (politik)
Václav Radimský (16. února 1839 Čelákovice – 25. ledna 1907 Pašinka) byl rakouský a český právník, podnikatel a politik, v 2. polovině 19. století poslanec Českého zemského sněmu, starosta Kolína.

## Biografie

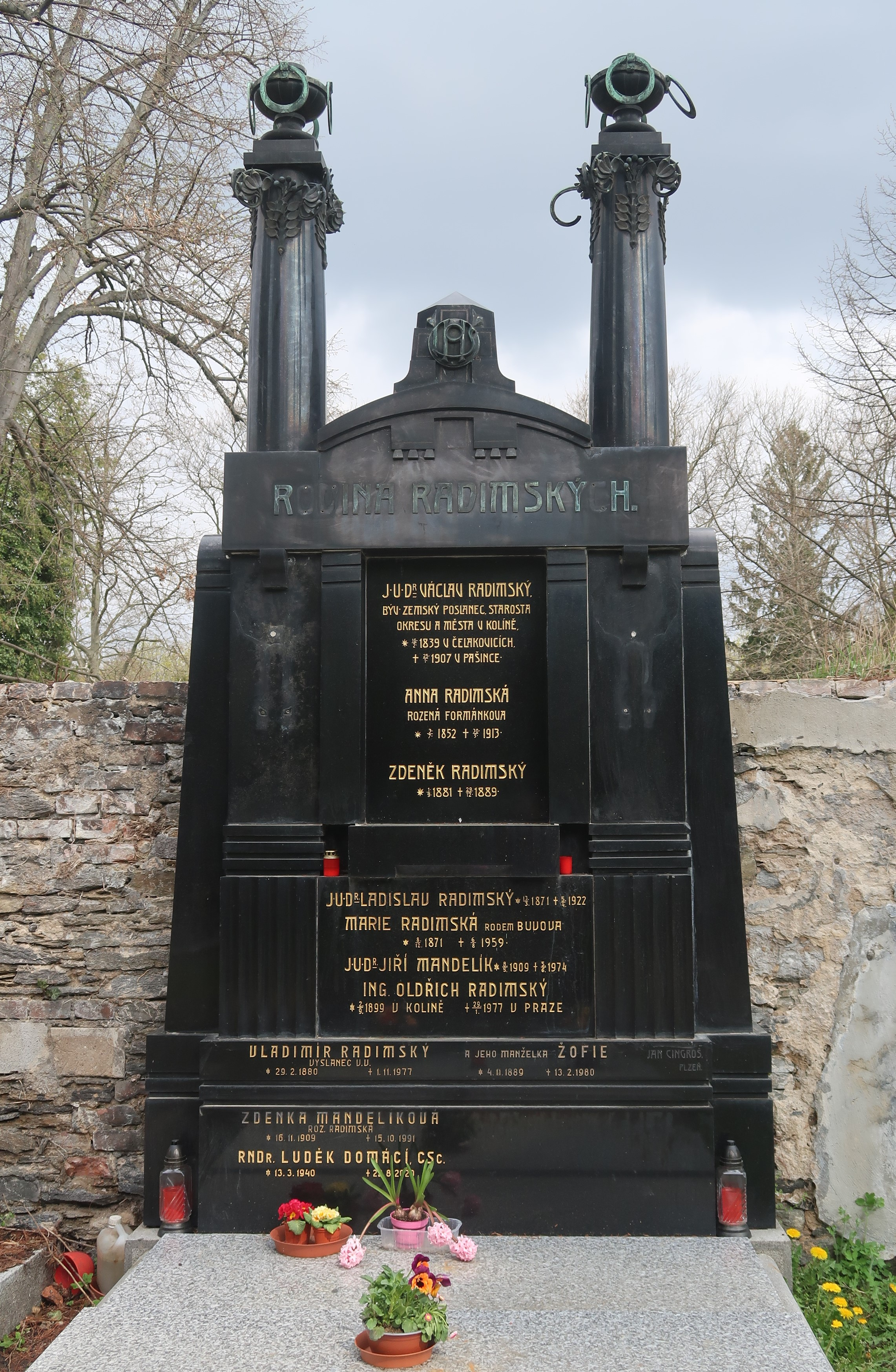
Hrobka rodiny Václava Radimského na Centrálním hřbitově v Kolíně

Narodil se v rodině mlynáře. Vystudoval právo na Karlo-Ferdinandově univerzitě v Praze, kde roku 1863 získal titul doktora práv. V roce 1864 převzal rodinný mlýn v Kolíně. Roku 1867 se stal starostou Kolína. V roce 1868 se účastnil táboru lidu u Malešova a v rámci následného vyšetřování byl potrestán pokutou. Odstoupil pak (ještě roku 1868) ze starostenského postu. Nadále ale byl aktivní v městských a okresních organizacích a spolcích. Byl též okresním starostou. V roce 1879 založil společně s dalšími regionálními a zemskými politiky Janem Rumlem, Čeňkem Heverou a Františkem Havelcem spolek Literární jednota. Redigoval rovněž list Koruna Česká. Byl funkcionářem kolínského Sokola.
V 80. letech 19. století se zapojil i do zemské politiky. Ve doplňovacích volbách roku 1880 byl zvolen v městské kurii (volební obvod Kolín, Kouřim, Poděbrady, Sadská) do Českého zemského sněmu poté, co zemřel poslanec František Havelec. Mandát zde obhájil ve volbách v roce 1883 a volbách v roce 1889. Byl členem staročeské strany. Na sněmu zasedal do roku 1891.
Od roku 1885 působil společně s bratrem Janem Radimským (který rovněž působil coby zemský poslanec) statek v Pašince. Byl předsedou správní rady Pražské úvěrní banky.
Zemřel v lednu 1907 na svém statku v Pašince. Ještě den před svým skonem se účastnil jednání správní rady Pražské úvěrní banky, ale cestou na své sídlo ho postihla nevolnost.
Václav Radimský měl několik synů a dcer. Za manželku měl nejprve Marii Radimskou (1847–1868), rozenou Náchodskou, a později Annu Radimskou (1852–1913), rozenou Formánkovou, dceru Josefa Formánka, purkmistra, statkáře a mlynáře z protějšího břehu Labe. Syn s první ženou Marií byl známý malíř Václav Radimský. Významní synové Václava Radimského s druhou ženou Annou byli Ladislav Radimský (právník, diplomat a spisovatel) a Vladimír Radimský (rakousko-uherský a československý diplomat).